# ロッシー小川
ロッシー小川（ロッシーおがわ、1957年5月1日 - ）は、日本の実業家、イベントプロデューサー。株式会社マリーゴールド代表取締役 本名：小川 宏（おがわ ひろし）。

## 経歴
千葉県千葉市出身。実家は八百屋であり、多忙だった両親は子どもに対し放任主義だったという。
東京写真専門学校（現・専門学校東京ビジュアルアーツ）在学中、全日本女子プロレスに関する写真を非公式で撮影していたが、それがパンフレットに使用され、やがて全女の専属カメラマンとなる。
卒業後の1978年、広報として全女に正式入社。ビューティ・ペア、ミミ萩原らスター選手の担当となった。のちにクラッシュギャルズのマネージャーを務め、80年代の黄金時代を牽引。
90年代に入り企画広報部長になると、団体対抗戦を考案するなど、全女において松永家に次ぐ強い影響力を持ちはじめる。北斗晶をデンジャラス・クイーンと命名、多くのアイデアにより、全女の仕掛け人と称された。第1回ジュニア・オールスター戦を企画し、常に斬新な攻めの姿勢で全女を名実ともにトップ団体へ長らく君臨させた実績を持ち、ソフト面のプロデューサーとして活躍。
だがその後、プロデューサー業務はボブ矢沢（松永太）や影かほる（吉葉礼子の長女）など、松永家の子息を加えた合議制で行われることとなる。全女の経営不安が表に出ると、松永家と対立して同族経営を批判。1997年7月から新団体設立に動き出すと、同年8月には全女を退社し、一部所属選手を引き連れて新団体「アルシオン」を旗揚げする。ハイパー・ビジュアル・ファイティングと称したビジュアル系のファイターを輩出。府川唯未、大向美智子らを再生させ、浜田文子やAKINO、藤田愛などのスーパールーキーを世に出した。全女を反面教師として技術最優先を実行し、ルチャのハイテクニックと総合格闘技のサブミッションを融合させていく。2002年5月、有明コロシアムにおいて古巣である全女との全面対抗戦を開催。堀田祐美子の挑発に乗り、自ら白タイガーのマスクを被ってリング上へ登場。流血を喫したが、スクールボーイで丸め込み勝利を奪った。2003年、人気所属選手が相次いで離脱し経営不振により解散。総合格闘技の藤井惠をプロレスのリングへ初めて上げたことがアルシオンにおける最後の実績だった。
その後、新団体「メジャー女子プロレスAtoZ」エージェントに就任。「JDスター女子プロレス」と提携し、JDスターの外部スタッフとなるが解散。格闘美ではPOP王座を新設し若手の活性化を図った。
JD解散後、風香（元JD所属選手）の自主興行「風香祭」のプロデュースを務めた。一方、ミル・マスカラスをはじめ覆面レスラーによる興行「仮面FIESTA」シリーズにも携わった。
風香引退直後の2010年4月、メキシコの女子レスラーを招いたイベント「エストレージャ☆ジャパン」をプロデュース。さらにグラビア・アイドル愛川ゆず季のプロレス・デビュー戦「ゆずポン祭」をプロモート&プロデュースし成功を収めた。
2011年1月23日、新団体「スターダム」を設立。代表取締役として奮闘し、新人選手主体の団体ながら、わずか半年で後楽園ホールでの興業を行った。三つの王座（赤いベルトのワールド・オブ・スターダム、白いベルトのワンダー・オブ・スターダム、タッグ王座のゴッデス・オブ・スターダム）を新設し、岩谷麻優、紫雷イオ、宝城カイリらを輩出するなど、最も人気と勢いのある団体へと成長させた。
2019年にスターダムをブシロードへ事業譲渡して以降は、スターダムエグゼクティブプロデューサー職を務めた。
2024年2月4日のスターダム13周年記念大会終了後、多数のスターダム所属選手やスタッフに対する引抜き行為があったとして、ブシロードファイトが同日付で業務委託契約を解除。スターダムエグゼクティブプロデューサー職を辞し、同団体から去ることとなった。
同年4月15日、新団体「マリーゴールド」の旗揚げを会見にて発表。同団体の旗揚げメンバーにはスターダムを3月で退団した選手らが名を連ね、会見直前にActwres girl'Zから退団発表した選手・スタッフが参戦を希望するなどしている。

## 人物
- 1976年（昭和51年）6月26日に行われたアントニオ猪木対モハメド・アリの試合後、混乱に乗じてリングに上がり、アリを撮影した[9]。
- アルシオン社長時代に、アジャ・コングに対して債務不履行を理由に提訴したが、アジャ・コングが反訴。裁判の末、慰謝料と未払い報酬の支払いを命じられ敗訴した[10]。
- アルシオン活動休止後、一時期住居を失い、車上生活を余儀なくされた[11]。

## テレビ出演
- 中居正広のミになる図書館（2014年7月29日、テレビ朝日）

## 著書
- 『全女がイチバーン!』
- 『やっぱり全女がイチバーン!』
- 『女子プロレス崩壊危機一髪』
- 『【実録】昭和・平成女子プロレス秘史』